# Список шмаков Российского императорского флота

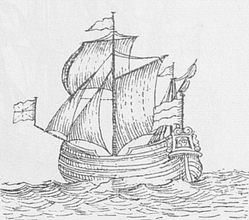
Шмак «Онега»

В список включены все шмаки, парусные грузовые суда, состоявшие на вооружении Российского императорского флота.
Шмаки представляли собой двухмачтовые суда с косыми парусами, вооружение на суда данного типа не устанавливалось. В Российском императорском флоте строились в первой половине XVIII века для комплектования Балтийского флота и Каспийской флотилии. Использовались в качестве военных транспортов и провиантских судов.

## Легенда
Список судов разбит на разделы по флотам и флотилиям, внутри разделов суда представлены в порядке очерёдности включения их в состав флота, в рамках одного года — по алфавиту. Ссылки на источники информации для каждой строки таблиц списка и комментариев, приведённых к соответствующим строкам, сгруппированы и располагаются в столбце Примечания.
- Наименование — имя судна или его номер, в случае если они не сохранились или суда не имели наименований указывается Без названия, для однотипных судов без названий указывается их количество.
- Размер — длина и ширина судна в метрах.
- Осадка — осадка судна (глубина погружения в воду) в метрах.
- Экипаж — количество членов экипажа.
- Верфь — верфь постройки судна.
- Корабельный мастер — фамилия мастера, построившего судно.
- Год включения в состав флота — для судов, построенных в России, указывается год их спуска на воду.
- Дата вывода из состава флота — дата завершения службы в составе флота.
- История службы — основные места и события.
- н/д — нет данных.

Сортировка может проводиться по любому из выбранных столбцов таблиц, кроме столбцов История службы и Примечания.

## Шмаки Балтийского флота
В разделе приведены все шмаки, входившие в состав Балтийского флота России.
| Название      | Размер                                                                    | Осадка                                                                    | Эк.                                                                       | Верфь | Мастер | Вх.  | Вых. | История службы | Прим.                   |
| ------------- | ------------------------------------------------------------------------- | ------------------------------------------------------------------------- | ------------------------------------------------------------------------- | --- | --- | ---- | ---- | --- | ----------------------- |
| Корен-Шхерн   | 22,6 x 8,5                                                                | 2,4                                                                       | 15                                                                        | Олонецкая верфь                                                                                           | С. Мелес                                                                                                  | 1703 | н/д  | Принимал участие в Северной войне. Использовался для доставки провианта и материалов в приморские крепости и на суда флота. Также принимал участие в походах к Выборгу в 1710 и 1712 годах. | [ 1 ] [ 2 ] [ 3 ]       |
| Гут-драгер    | 22,6 x 8,5                                                                | 2,4                                                                       | 15                                                                        | Олонецкая верфь                                                                                           | В. Шленграф                                                                                               | 1703 | н/д  | Принимал участие в Северной войне. Использовался для доставки провианта и материалов в приморские крепости и на суда флота. Также принимал участие в походе к Выборгу в 1710 года. | [ 1 ] [ 4 ] [ 5 ] [ 6 ] |
| Ласт-драгер   | 22,6 x 8,5                                                                | 2,4                                                                       | 15                                                                        | Олонецкая верфь                                                                                           | С. Мелес                                                                                                  | 1704 | н/д  | Принимал участие в Северной войне. Использовался для доставки провианта и материалов в приморские крепости и на суда флота. Также принимал участие в походе к Выборгу в 1710 году. Летом 1716 года находился в составе флота, совершавшего плавание в Копенгаген, в качестве провиантского судна. | [ 1 ] [ 2 ]             |
| Онега         | 21,4 x 6,1                                                                | 2,4                                                                       | 15                                                                        | Сясьская верфь                                                                                            | В. Литкин                                                                                                 | 1704 | н/д  | Принимал участие в Северной войне. Использовался для доставки провианта и материалов в приморские крепости и на суда флота. Также принимал участие в походе к Выборгу в 1710 году. | [ 2 ] [ 7 ] [ 8 ] [ 9 ] |
| Сясь          | 21,4 x 6,1                                                                | 2,4                                                                       | 15                                                                        | Сясьская верфь                                                                                            | н/д | 1704 | н/д  | Принимал участие в Северной войне. Использовался для доставки провианта и материалов в приморские крепости и на суда флота. Также принимал участие в походе к Выборгу в 1710 году. | [ 2 ] [ 7 ]             |
| № 1           | 21,4 x 6,1                                                                | 2,4                                                                       | 15                                                                        | Сясьская верфь                                                                                            | В. Литкин                                                                                                 | 1704 | н/д  | Принимал участие в Северной войне. Использовался для доставки провианта и материалов в приморские крепости и на суда флота. | [ 2 ] [ 7 ]             |
| № 2           | 21,4 x 6,1                                                                | 2,4                                                                       | 15                                                                        | Сясьская верфь                                                                                            | X. Андреев                                                                                                | 1704 | н/д  | Принимал участие в Северной войне. Использовался для доставки провианта и материалов в приморские крепости и на суда флота. | [ 2 ] [ 7 ]             |
| № 3           | 21,4 x 6,1                                                                | 2,4                                                                       | 15                                                                        | Сясьская верфь                                                                                            | В. Литкин                                                                                                 | 1704 | н/д  | Принимал участие в Северной войне. Использовался для доставки провианта и материалов в приморские крепости и на суда флота. | [ 2 ] [ 7 ]             |
| № 4           | 21,4 x 6,1                                                                | 2,4                                                                       | 15                                                                        | Сясьская верфь                                                                                            | В. Литкин                                                                                                 | 1704 | н/д  | Принимал участие в Северной войне. Использовался для доставки провианта и материалов в приморские крепости и на суда флота. | [ 2 ] [ 7 ]             |
| Дегоп         | Сведений о размерах, осадке и численности экипажей шмаков не сохранилось. | Сведений о размерах, осадке и численности экипажей шмаков не сохранилось. | Сведений о размерах, осадке и численности экипажей шмаков не сохранилось. | Был приобретён для нужд флота. Сведений о времени, месте постройки и корабельных мастерах не сохранилось. | Был приобретён для нужд флота. Сведений о времени, месте постройки и корабельных мастерах не сохранилось. | 1719 | 1745 | Принимал участие в Северной войне. Использовался для доставки провианта и материалов в приморские крепости и на суда флота. В 1722—1724, 1728 и 1730—1745 годах использовался для грузовых перевозок между портами Финского залива. С 1725 по 1727 год на шмаке устанавливали вехи в Финском заливе. В 1729 году совершил плавание из Санкт-Петербурга в Лодейное Поле и доставил груз провианта на Олонецкую верфь, а обратно — изделия из металла. 21 августа (1 сентября) 1745 года у острова Виргина налетел на мель, сломал киль и разбился. Экипаж и груз удалось спасти. | [ 10 ] [ 11 ] [ 12 ]    |
| Чёрный бык    | Сведений о размерах, осадке и численности экипажей шмаков не сохранилось. | Сведений о размерах, осадке и численности экипажей шмаков не сохранилось. | Сведений о размерах, осадке и численности экипажей шмаков не сохранилось. | Сведения сведений о месте постройке и корабельных мастерах не сохранилось.                                | Сведения сведений о месте постройке и корабельных мастерах не сохранилось.                                | 1725 | н/д  | В 1726, 1728 годах и с 1730 по 1733 год состоял на грузовых перевозках между портами Финского залива. В июле и августе 1727 года находился в составе отряда вице-адмирала Н. А. Сенявина, который доставил в Киль цесаревну Анну Петровну и герцога К. Ф. Гольштейн-Готторпского, В том же году совершил плавание в Ригу. В 1729 году доставил груз провианта на Олонецкую верфь, после чего с верфи в Санкт-Петербург привёз паклю. В 1734 году принимал участие в действиях флота под Данцигом, использовался для обеспечения провиантом судов эскадры Т. Гордона.            | [ 13 ] [ 14 ] [ 15 ]    |
| Де Бир-Драгер | Сведений о размерах, осадке и численности экипажей шмаков не сохранилось. | Сведений о размерах, осадке и численности экипажей шмаков не сохранилось. | Сведений о размерах, осадке и численности экипажей шмаков не сохранилось. | Олонецкая верфь                                                                                           | В. Фогель                                                                                                 | 1726 | н/д  | В 1726 году и с 1728 по 1733 год состоял на грузовых перевозках между портами Финского залива. В июле и августе 1727 года находился в составе отряда вице-адмирала Н. А. Сенявина, который доставил в Киль цесаревну Анну Петровну и герцога Гольштейн-Готторпского. В 1734 году принимал участие в действиях флота под Данцигом, использовался для обеспечения провиантом судов эскадры Т. Гордона. | [ 13 ] [ 14 ] [ 16 ]    |
| Вейн-Драгер   | Сведений о размерах, осадке и численности экипажей шмаков не сохранилось. | Сведений о размерах, осадке и численности экипажей шмаков не сохранилось. | Сведений о размерах, осадке и численности экипажей шмаков не сохранилось. | Олонецкая верфь                                                                                           | В. Фогель                                                                                                 | 1726 | н/д  | С 1726 по 1733 год состоял на грузовых перевозках между портами Финского залива. При этом в октябре 1731 года недалеко от Ревеля сел на мель, однако был снят и вновь введён в строй. | [ 13 ] [ 14 ]           |
| Бобр          | Сведений о размерах, осадке и численности экипажей шмаков не сохранилось. | Сведений о размерах, осадке и численности экипажей шмаков не сохранилось. | Сведений о размерах, осадке и численности экипажей шмаков не сохранилось. | Новоладожская верфь                                                                                       | Сведения о корабельных мастерах, построивших шмак, не сохранилось.                                        | 1732 | н/д  | С 1732 по 1747 год состоял на грузовых перевозках между портами Финского залива. При этом в 1734 году на шмаке на Олонецкую верфь были перевезены экипажи для построенных судов. | [ 13 ] [ 17 ]           |
| Нерва         | Сведений о размерах, осадке и численности экипажей шмаков не сохранилось. | Сведений о размерах, осадке и численности экипажей шмаков не сохранилось. | Сведений о размерах, осадке и численности экипажей шмаков не сохранилось. | Олонецкая верфь                                                                                           | А. Чихачев                                                                                                | 1734 | 1741 | С 1735 по 1741 год состоял на грузовых перевозках между портами Финского залива. В 1741 году по дороге из Ревеля в Рогервик налетел на риф в шхерах и разбился. | [ 13 ] [ 18 ] [ 19 ]    |
| Шлиссельбург  | Сведений о размерах, осадке и численности экипажей шмаков не сохранилось. | Сведений о размерах, осадке и численности экипажей шмаков не сохранилось. | Сведений о размерах, осадке и численности экипажей шмаков не сохранилось. | Новоладожская верфь                                                                                       | Сведения о корабельных мастерах, построивших шмаки, не сохранилось.                                       | 1741 | н/д  | С 1742 по 1744 год состоял на грузовых перевозках между портами Финского залива. В 1745 и 1746 годах на шмаке устанавливали вехи на фарватерах у Кронштадта. 23 августа (3 сентября) 1745 года принимал участие в спасении экипажа шмака «Дегоп», разбившегося у острова Виргина. | [ 13 ] [ 20 ]           |
| Ладога        | Сведений о размерах, осадке и численности экипажей шмаков не сохранилось. | Сведений о размерах, осадке и численности экипажей шмаков не сохранилось. | Сведений о размерах, осадке и численности экипажей шмаков не сохранилось. | Новоладожская верфь                                                                                       | Сведения о корабельных мастерах, построивших шмаки, не сохранилось.                                       | 1741 | н/д  | Сведений о плаваниях шмака не сохранилось. | [ 13 ]                  |

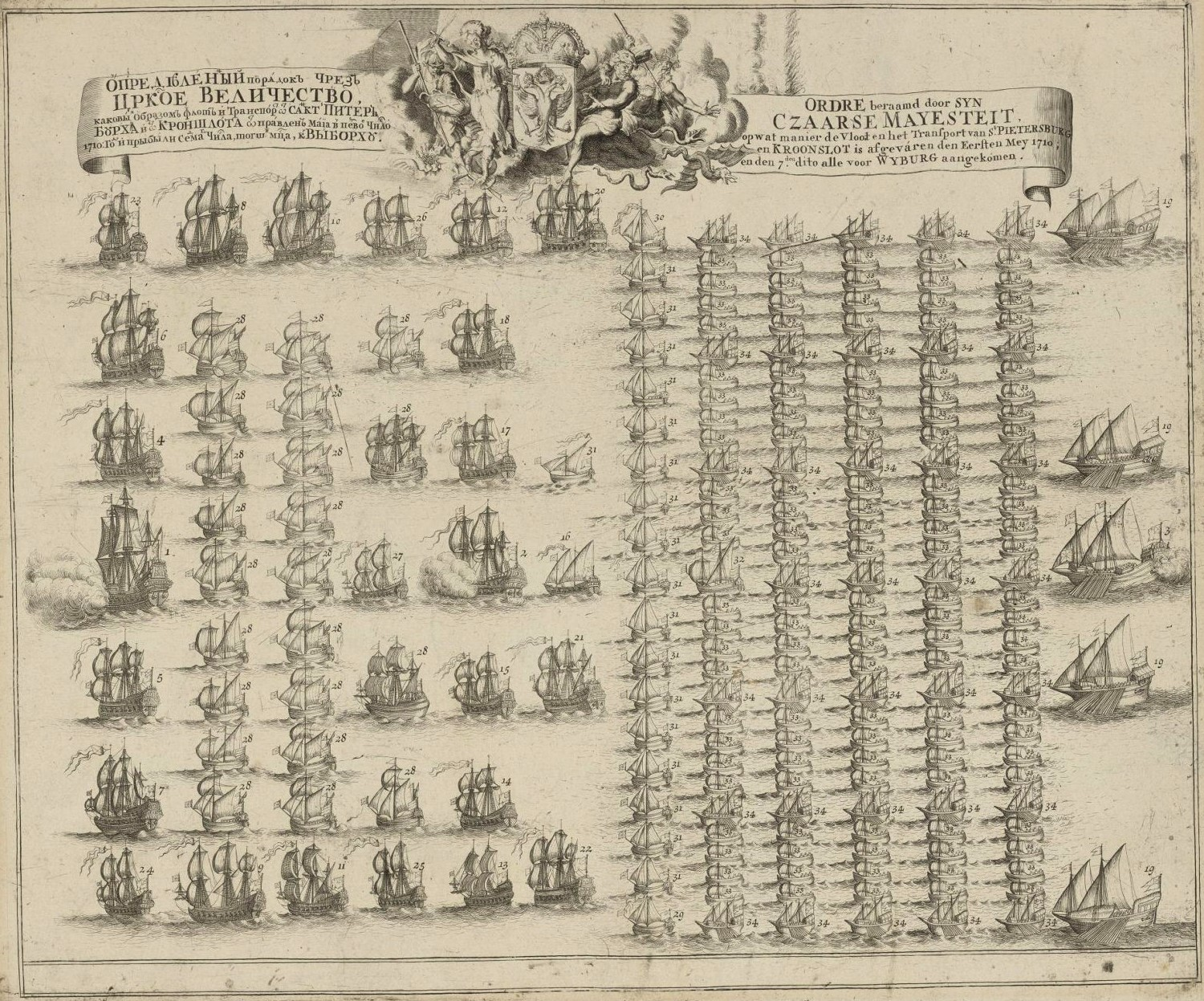
Порядок построения Балтийского флота во время похода к Выборгу

## Шмаки Каспийской флотилии
В разделе приведены все шмаки, входившие в состав Каспийской флотилии России, а также суда построенные на Казанской и Услонской верфях для комплектования Балтийского флота, однако по различным причинам не переправленный с Волги в Балтийское море.
| Название        | Размер              | Осадка | Верфь                    | Мастер                                                              | Вх.  | Вых.       | История службы | Прим.                       |
| --------------- | ------------------- | ------ | ------------------------ | ------------------------------------------------------------------- | ---- | ---------- | --- | --------------------------- |
| 2 шмака         | 22,6 х 5,8          | н/д    | Казанская верфь          | Сведения о корабельных мастерах, построивших шмаки, не сохранилось. | 1702 | н/д        | Сведений о плаваниях шмаков не сохранилось. | [ 1 ] [ 21 ] [ 22 ] [ 23 ]  |
| 2 шмака         | 22,6 х 5,6          | н/д    | Казанская верфь          | Сведения о корабельных мастерах, построивших шмаки, не сохранилось. | 1702 | н/д        | Сведений о плаваниях шмаков не сохранилось. | [ 1 ] [ 21 ] [ 22 ] [ 23 ]  |
| 7 шмаков        | 19,5 х 5,5          | н/д    | Казанская верфь          | Сведения о корабельных мастерах, построивших шмаки, не сохранилось. | 1702 | н/д        | Сведений о плаваниях шмаков не сохранилось. | [ 1 ] [ 21 ] [ 22 ] [ 23 ]  |
| 4 шмака         | 17,2 х 5            | н/д    | Казанская верфь          | Сведения о корабельных мастерах, построивших шмаки, не сохранилось. | 1702 | н/д        | Сведений о плаваниях шмаков не сохранилось. | [ 1 ] [ 21 ] [ 22 ] [ 23 ]  |
| 20 шмаков       | 27,8—28,5 х 6,9—7,3 | н/д    | Казанская верфь          | Сведения о корабельных мастерах, построивших шмаки, не сохранилось. | 1702 | н/д        | Сведений о плаваниях шмаков не сохранилось. | [ 1 ] [ 21 ] [ 22 ] [ 24 ]  |
| 26 шмаков       | 28,2—28,5 x 6,6     | н/д    | Услонская верфь          | Сведения о корабельных мастерах, построивших шмаки, не сохранилось. | 1703 | н/д        | Сведений о плаваниях шмаков не сохранилось. | [ 1 ] [ 21 ] [ 24 ]         |
| Благовещенский  | 28,2—28,5 x 6,6     | н/д    | Услонская верфь          | Сведения о корабельных мастерах, построивших шмаки, не сохранилось. | 1703 | после 1713 | В 1708 году был отправлен в составе отряда из восьми шмаков по внутренним водным путям в Санкт-Петербург, однако из-за мелководья отряд не сумел преодолеть Волховские и Мстинские пороги. Разобран после 1710 года. | [ 1 ] [ 21 ] [ 24 ]         |
| Воинский        | 28,2—28,5 x 6,6     | н/д    | Услонская верфь          | Сведения о корабельных мастерах, построивших шмаки, не сохранилось. | 1703 | после 1713 | В 1708 году был отправлен в составе отряда из восьми шмаков по внутренним водным путям в Санкт-Петербург, однако из-за мелководья отряд не сумел преодолеть Волховские и Мстинские пороги. Разобран после 1710 года. | [ 1 ] [ 21 ] [ 24 ]         |
| Георгиевский    | 28,2—28,5 x 6,6     | н/д    | Услонская верфь          | Сведения о корабельных мастерах, построивших шмаки, не сохранилось. | 1703 | после 1713 | В 1708 году был отправлен в составе отряда из восьми шмаков по внутренним водным путям в Санкт-Петербург, однако из-за мелководья отряд не сумел преодолеть Волховские и Мстинские пороги. Разобран после 1710 года. | [ 1 ] [ 21 ] [ 24 ]         |
| Город Казань    | 28,2—28,5 x 6,6     | н/д    | Услонская верфь          | Сведения о корабельных мастерах, построивших шмаки, не сохранилось. | 1703 | 1713       | В 1706 году был отправлен в составе отряда из пяти шмаков по внутренним водным путям в Санкт-Петербург, однако из-за мелководья отряд не сумел преодолеть Волховские и Мстинские пороги. Разобран после 1710 года.   | [ 1 ] [ 21 ] [ 24 ]         |
| Единорог        | 28,2—28,5 x 6,6     | н/д    | Услонская верфь          | Сведения о корабельных мастерах, построивших шмаки, не сохранилось. | 1703 | после 1713 | В 1708 году был отправлен в составе отряда из восьми шмаков по внутренним водным путям в Санкт-Петербург, однако из-за мелководья отряд не сумел преодолеть Волховские и Мстинские пороги. Разобран после 1710 года. | [ 1 ] [ 21 ] [ 24 ]         |
| Ёж              | 28,2—28,5 x 6,6     | н/д    | Услонская верфь          | Сведения о корабельных мастерах, построивших шмаки, не сохранилось. | 1703 | после 1713 | В 1708 году был отправлен в составе отряда из восьми шмаков по внутренним водным путям в Санкт-Петербург, однако из-за мелководья отряд не сумел преодолеть Волховские и Мстинские пороги. Разобран после 1710 года. | [ 1 ] [ 21 ] [ 24 ]         |
| Наталья         | 28,2—28,5 x 6,6     | н/д    | Услонская верфь          | Сведения о корабельных мастерах, построивших шмаки, не сохранилось. | 1703 | 1713       | В 1708 году был отправлен в составе отряда из восьми шмаков по внутренним водным путям в Санкт-Петербург, однако из-за мелководья отряд не сумел преодолеть Волховские и Мстинские пороги. Разобран после 1710 года. | [ 1 ] [ 21 ] [ 24 ]         |
| Орёл            | 28,2—28,5 x 6,6     | н/д    | Услонская верфь          | Сведения о корабельных мастерах, построивших шмаки, не сохранилось. | 1703 | после 1713 | В 1706 году был отправлен в составе отряда из пяти шмаков по внутренним водным путям в Санкт-Петербург, однако из-за мелководья отряд не сумел преодолеть Волховские и Мстинские пороги. Разобран после 1710 года.   | [ 1 ] [ 21 ] [ 24 ]         |
| Полумесяц       | 28,2—28,5 x 6,6     | н/д    | Услонская верфь          | Сведения о корабельных мастерах, построивших шмаки, не сохранилось. | 1703 | после 1713 | В 1706 году был отправлен в составе отряда из пяти шмаков по внутренним водным путям в Санкт-Петербург, однако из-за мелководья отряд не сумел преодолеть Волховские и Мстинские пороги. Разобран после 1710 года.   | [ 1 ] [ 21 ] [ 24 ]         |
| Северная Звезда | 28,2—28,5 x 6,6     | н/д    | Услонская верфь          | Сведения о корабельных мастерах, построивших шмаки, не сохранилось. | 1703 | 1713       | В 1706 году был отправлен в составе отряда из пяти шмаков по внутренним водным путям в Санкт-Петербург, однако из-за мелководья отряд не сумел преодолеть Волховские и Мстинские пороги. Разобран после 1710 года.   | [ 1 ] [ 21 ] [ 24 ]         |
| Самсон          | 28,2—28,5 x 6,6     | н/д    | Услонская верфь          | Сведения о корабельных мастерах, построивших шмаки, не сохранилось. | 1703 | после 1713 | В 1708 году был отправлен в составе отряда из восьми шмаков по внутренним водным путям в Санкт-Петербург, однако из-за мелководья отряд не сумел преодолеть Волховские и Мстинские пороги. Разобран после 1710 года. | [ 1 ] [ 21 ] [ 24 ]         |
| Святого Петра   | 28,2—28,5 x 6,6     | н/д    | Услонская верфь          | Сведения о корабельных мастерах, построивших шмаки, не сохранилось. | 1703 | после 1713 | В 1708 году был отправлен в составе отряда из восьми шмаков по внутренним водным путям в Санкт-Петербург, однако из-за мелководья отряд не сумел преодолеть Волховские и Мстинские пороги. Разобран после 1710 года. | [ 1 ] [ 21 ] [ 24 ]         |
| Солнце          | 28,2—28,5 x 6,6     | н/д    | Услонская верфь          | Сведения о корабельных мастерах, построивших шмаки, не сохранилось. | 1703 | после 1713 | В 1706 году был отправлен в составе отряда из пяти шмаков по внутренним водным путям в Санкт-Петербург, однако из-за мелководья отряд не сумел преодолеть Волховские и Мстинские пороги. Разобран после 1710 года.   | [ 1 ] [ 21 ] [ 24 ]         |
| 7 шмаков        | 23,5 x 6,6          | 3,1    | Казанское адмиралтейство | Ф. П. Пальчиков                                                     | 1735 | н/д        | Сведений о плаваниях шмаков не сохранилось. | [ 13 ] [ 21 ] [ 22 ] [ 25 ] |
| Баклан          | 23,5 x 6,6          | 3,1    | Казанское адмиралтейство | Сведения о корабельных мастерах, построивших шмаки, не сохранилось. | 1741 | н/д        | Сведений о плаваниях шмаков не сохранилось. | [ 13 ] [ 21 ] [ 22 ]        |
| Гусь            | 23,5 x 6,6          | 3,1    | Казанское адмиралтейство | Сведения о корабельных мастерах, построивших шмаки, не сохранилось. | 1741 | н/д        | В кампанию 1745 года совершил коммерческий рейс из Персии в Астрахань с товарами для русских и армянских купцов. | [ 13 ] [ 21 ] [ 22 ] [ 26 ] |
| Лебедь          | 23,5 x 6,6          | 3,1    | Казанское адмиралтейство | Сведения о корабельных мастерах, построивших шмаки, не сохранилось. | 1741 | 1743       | Затонули в марте 1743 года от повреждений льдами. | [ 13 ] [ 21 ] [ 22 ]        |
| Чепура          | 23,5 x 6,6          | 3,1    | Казанское адмиралтейство | Сведения о корабельных мастерах, построивших шмаки, не сохранилось. | 1741 | 1743       | Затонули в марте 1743 года от повреждений льдами. | [ 13 ] [ 21 ] [ 22 ]        |
| Без названия    | 23,5 x 6,6          | 3,1    | Казанское адмиралтейство | Сведения о корабельных мастерах, построивших шмаки, не сохранилось. | 1741 | н/д        | Сведений о плаваниях не сохранилось. | [ 13 ] [ 21 ] [ 22 ]        |

## Шмак Сибирской флотилии
В разделе приведено судно, входившее в состав Сибирской флотилии России, и в некоторых источниках классифицируемое как шмак, однако в большинстве источников судно относят к шлюпам. Сведений о размерах, численности экипажа, времени и месте постройки, а также корабельном мастере построившем этот шмак, не сохранилось.
| Название         | Вых. | История службы | Прим.                              |
| ---------------- | ---- | --- | ---------------------------------- |
| Святая Екатерина | 1774 | Сведений о плаваниях судна не сохранилось. В 1774 году разбился у юго-западного побережья Камчатки вблизи рек Опалы и Голыгиной. | [ 27 ] [ 28 ] [ 29 ] [ 30 ] [ 31 ] |

### Комментарии
1. 1 2 3  Шмаки «Корен-шхерн», «Гут-драгер» и «Ласт-драгер» строились по одному проекту, тип «Корен-шхерн».
2. ↑  Встречаются варианты «Корн-Шхерн» или «Корн-Шхорен», от гол. Сжатый хлеб.
3. ↑  Встречается вариант «Гут-Драгор», от гол. Доброноситель или Вестоноситель.
4. ↑  От гол. Перевозчик тяжестей.
5. 1 2 3 4 5 6  Шмаки «Онега», «Сясь» и № 1—4 строились по одному проекту, тип «Онега».
6. ↑  Или «Дегон».
7. ↑  «Дебирдрагер» или «Бир-Драгер», от гол. Разносчик пива.
8. ↑  От гол. Виночерпий.
9. 1 2 3 4 5 6  Длина указана по килю.
10. 1 2 3 4 5 6 7 8 9 10 11 12 13 14  Всего по проекту было построено 39 шмаков, включая «Благовещенский», «Воинский», «Георгиевский», «Город Казань», «Единорог», «Ёж», «Наталья», «Орёл», «Полумесяц», «Северная Звезда», «Самсон», «Святого Петра» и «Солнце», а также 26 шмаков, наименования которых не сохранились.
11. ↑  По другим данным шмаков было 12.
12. ↑  Строился вместе со шмаками «Баклан», «Гусь», «Лебедь» и «Чепура», однако название судна не сохранилось.
13. ↑  Или «Екатерина».